# New Disc Preview
New Disc Preview（ニュー ディスク プレビュー）は、JFNC制作、JFN系列で放送されているミニ番組である。2011年3月に終了。

## 概要
洋楽・邦楽の最新アルバムを紹介する。毎日放送する地域もある一方で、1週間で1回放送する地域も存在する。また5分番組であるが、10分・15分番組として放送している地域もある。

## DJ
- 宮原亜矢

## ネット局（2011年3月現在）
- FM青森
- FM岩手
- AFM
- FM長野
- FMとやま
- HELLO FIVE
- FM三重
- FM OSAKA[1]
- Kiss FM KOBE[2]
- V-air
- FM岡山
- FM徳島
- Hi-Six
- FM香川
- FMK
- JOY FM
- FM沖縄